# Миколаївка (Ємільчинська селищна громада)
Микола́ївка — село в Україні, у Звягельському районі Житомирської області. Входить до складу Ємільчинської селищної громади.. Населення становить 779 осіб. Переважна більшість населення — українці. Колишній центр Миколаївської сільської ради.

## Назва
До 1945 року село Миколаївка мало назву М'яколовичі, ще раніше — М'яловичі. Ця назва піша від того, що жителі села ловили в'юнів в болотах. В'юнів ловили великих — як м'яло (м'яло — знаряддя в селянському будинку, яким розтирають сіль) і продавали їх на ринках у найближчих містечках. Продавців називали м'яловцями, від цього село — М'яловичами, потім, для кращого звучання — М'яколовичами. А після 1945 р — Миколаївкою. Сучасна назва села, можливо, походить від імен перших його жителів — панів Миколи і Євки[джерело?].

## Історія
Село засноване у XVII ст. і мало назву М'яколовичі.
У 1906 році село Емільчинської волості Новоград-Волинського повіту Волинської губернії. Відстань від повітового міста 60 версти, від волості 21. Дворів 137, мешканців 911.
Під час татарських набігів група татар заблукала у лісі і випадково натрапила на М'яловичів Селяни із сім'ями і худобою, коли почули про татар, втекли на найближчий острівець на болоті, зупинились під високим дубом. Коли татари прийшли в село, то нікого там не застали; хотіли вже повертатись назад, але побачили дим під дубом на болоті поблизу села. Селяни, очевидно, розпалили багаття, щоб за допомогою диму рятуватись від комарів, яких у цій місцевості дуже багато. Нападники попрямували туди, перерізали багато селян, а частину дівчат і молодих жінок забрали у полон. Ті селяни, які вижили, наздогнали кривдників на дорозі, що прямує до смт Жубровичі, вбили їх і визволили полонених. Місце, де м'яколовці наздогнали татар, прозвали «Перейминами» (від слова «переймати»). Дуб, який видав селян, прозвали злим, і острів також.
Розповідають, що на півночі села було старовинне кладовище. Там було кілька надгробних хрестів із червоного каменю, а також руїни церкви. На одному із невеличких пагорбів знайшли кілька дубових кілків — це залишки водяного млина. Говорять, що тут було колись поселення, яке знищили татари під час одного з набігів. Тому ця частина села називається «Селище».
Село у давні часи входило до володінь князя Станіслава Любомирського. На початку XIX ст. його дочка Каспра, після розлучення з графом потоцьким вийшла заміж за графа Уварова. У подружжя не було дітей, тому після їх смерті за особистим наказом царя Олександра І усі їхні маєтки було передано синам рідного брата графа Уварова.
Парафія з давніх часів складалась з оного села Миколаївки, у якому було не більше двох десятків хат. Для створення більшої парафії графом Уваровим було переселено до Миколаївки селян із Глумчі, Мокляків. Їх поселили в лісі за 3 верстви від М'яколович. Так утворились слободи — Рудня і Осовка.
Повну чашу бідувань скуштували мешканці села до революції. Ось як описує це поселення у своєму щоденнику місцевий піп Пенчуковський, який допомагав графу Уварову тримати селян у темряві і покорі: «Селяни — кріпаки пана Станіслава Любомирського. Село оточене драговиною, дрімучими лісами поміщика Уварова. Через середину села у 1891 році проритий канал для осушування. Однак навколишні болота роблять клімат нездоровим, внаслідок гнилості і постійної вологості часто виникають різні хвороби. Живуть селяни вкрай злиденно. Беруть у поміщика в оренду болотні сіножаті. Одяг прескудний: чоловіки носять білі полотняні сорочки і штани з очкуром, взувають постоли з лозової або липової кори. Ліжок не мають, для відпочинку влаштовуються біля печі, підлогу роблять з дощок.
На сходах головну роль грають багатії. В селі є корчма, що насаджує пияцтво. Виправити це нема можливості, бо самі власті п'ють, а волосне керівництво закриває на це очі. На все село тільки двоє стариків вміють читати, але письма не знають».
У церковній парафії села 21 січня 1887 р. відкрита школа, яка утримується на доходи парафіян. 3 місяці вчителем був Роман Марчевский, потім — Іван Лугинський, потім — місцевий дяк Федір Божкевич, який закінчив 2 класи Полонського народного училища, а далі — дочка дяка — Ольга Савицька, яка навчалась у Новоград-Волинському двокласному училищі.
У 1920 році у селі було встановлено радянську владу. На сході села було обрано сільський комітет у складі трьох чоловік: голова — Садурський Іван Михайлович, заступник — Лозко Яків Михайлович, секретар — Авраменко Василь Йосипович. Миколаївська сільська рада заснована у 1924 році. У 1926 — побудовано початкову школу, де навчалося 20 дітей і викладали такі предмети: український буквар, арифметика, письмо, читання. Навчала дітей Пенчукова Марія Олександрівна. Через 10 років школа стала семирічною і очолив її Чемеринський Юхим Якович. У 1929 р у М'яколовичах було відкрито фельдшерський пункт.
У 1927 році в Україні розпочалась суспільна колективізація сільського господарства. Не оминув цей процес і Миколаївку. До колективізації селяни жили по волоках, кожна з волок носила назву від імені або прізвища найбагатшого господаря. У 1929 році був створений перший колгосп у селі і називався він «Серп і молот». У колгоспі було 80 га землі, 8 пар коней, 6 плугів, 5 борін. Першим головою колгоспу був Сергійчук Павло Терентійович, механізатором — Дорош Іван Трохимович, бригадири — Маслій Іван та Маслій Микита, передові ланкові — Саченко Надія Степанівна, Кунашенко Ольга Василівна. У 1959 році було проведено укрупнення кількох малих колгоспів у велике колективне господарство під назвою «Комуніст». До складу колгоспу увійшло 8 сіл: Миколаївка — центр колгоспу, Рудня-Миколаївська, Омелуша, Осівка, Чміль, Льонівка, Спаське, Полоничево. Колгосп спеціалізувався на вирощуванні великої рогатої худоби. У 1965 році у колгоспі налічувалося 25 тракторів, 15 автомобілів, 9 комбайнів. Найбільших успіхів колгосп досяг за час головування Сокирка Івана Гнатовича, якому у 1963 році було вручено орден Леніна за високі досягнення у вирощенні сільськогосподарських культур.
Німецько-радянська війна залишила по собі слід на селі і його мешканцях. На фронті служили 289 чоловік із Миколаївки і прилеглих сіл, лише 105 солдатів повернулися додому. Чимало селян були у партизанах. Відомі випадки жорстокої розплати нацистів із родинами партизанів. Наприклад, сім'ю Маслія Лавріна Захаровича було спалено за те, що вони збирали продукти для партизанів, а Ружьову Валентину місцева поліція і нацисти катували і живцем спалили у власній хаті за те, що її чоловік був партизаном.
У 1967 році у селі було побудовано Будинок Культури на 450 місць, першим його керівником був Чиж Петро Васильович. У 1984 році розпочалось асфальтування усіх вулиць села за підтримки тодішнього голови колгоспу Матяша Валерія Петровича. У 1987 році була побудована нова двоповерхова школа, яка працює і до сьогодні. Школа 6 разів займала І місце у районному конкурсі «Школа року». При школі діє дитячий садок «Пізнайко».
Ще одна сумна сторінка в історії України — Афганська війна. Є на цій сторінці і рядки про Миколаївку. Воїни-інтернаціоналісти села: Дорош Л. Г., Михальчук Л. П., Кучинський О. П., Сергійчук П. С., Дорош П. М., Сергійчук В. С. Боровик В. Я. проходив службу в республіці Афганістан військовим радником, нагороджений орденом «За службу Родине в Вооруженных силах СССР» ІІІ ступеня, має 8 медалей.
Гордістю села є Лозко Віктор Якович, який працював Державним радником митної служби України, має звання генерал-лейтенанта міліції, а також Ковальов Андрій Якович, будівельник, приватний підприємець, який 2 роки тому розпочав у селі будівництво церкви. До того часу протягом кількох десятиліть жителі села не мали власного храму, і відвідували служби за 20 км. Справа у тому, що Миколаївська церква згоріла від пожежі, спричиненої ударом блискавки. У 1913—1914 рр. була побудована велика дерев'яна церква, яка мала 5 куполів /фото/. Тут молились прочани не лише з Миколаївки, а й із сусідніх сіл. Але із приходом радянської влади церкву закрили, усі ікони, рушники вивезли у смт Ємільчине. Потім із церкви зробили комору, тут зберігали міндобрива, дуст і тольт.
Микита Макарович Сергійчук був відповідальним за все, що зберігалось у церкві, мав ключі. Але таке знущання над Божим храмом не могло залишитись не покараним. В той час люди не могли відверто протестувати, хоч розуміли, що те, що роблять із церквою — це великий гріх.
Сталося так, що 1960 р. (23 або 31 травня /за різними джерелами/) під час грози блискавка влучила у головний купол і церква спалахнула. Варто сказати, що одночасно зайнялася хата і М. М. Сергійчука, який жив у іншому кінці села. Василь Саух, що жив недалеко від церкви, узяв у завідувача ключі і отримав наказ винести усі добрива з церкви. Згодом, коли розглядали справу про пожежу, відбувся суд, але його не ув'язнили тільки через те, що він виніс і таким чином майже всі запаси із так званої комори.
Очевидці розповідають, що церква горіла дуже страшно. Дах з куполами були охоплені полум'ям і вогонь повз зверху донизу. Селяни одразу позбігалися, не зважаючи на грозу, і почали носити воду відрами, але це не допомагало, бо горіла верхівка церкви. На допомогу приїхали чотири машини пожежної допомоги — з Ємільчино, Олевська, Лугин і Коростеня, але й вони не змогли подолати вогонь. Церква продовжувала горіти. Розповідають, що пожежу зупинив єврей Нута Львович Брозьман. Він, ніби, став на полі позаду церкви і почав просити хмару, щоб погасила вогонь. Кажуть, ніби він скакав, розмахував руками і щось бубнів. Вогонь зупинився. На жаль, від церкви нічого не залишилось [джерело?].

## Сьогодення
На території сільської ради знаходяться:
- Миколаївська загальноосвітня школа;
- Дошкільний навчально-виховний заклад «Пізнайко»;
- 7 магазинів;
- Амбулаторія;
- Бібліотека;
- Будинок культури;
- Дільниця управління водного господарства